# Vigna appendiculata
Vigna appendiculata là một loài thực vật có hoa trong họ Đậu. Loài này được (Benth.) A. Delgado miêu tả khoa học đầu tiên năm 1993.